# Fiona Morrison
Fiona Morrison Porta (nascuda el 18 de maig de 1970) és una artista i esportista andorrana.
Com a windsurfista, va competir als Jocs Olímpics d'estiu de 1996. Morrison va competir a l'esdeveniment de windsurf femení Mistral One Design als Jocs Olímpics d'estiu de 1996, i després de les nou curses va acabar amb un total net de 153 punts i va acabar en el lloc 24 de 27 titulars.
Posteriorment es va dedicar al videoart, a l'escultura i a la pintura, com artista multidisciplinar. Viu entre l'Empordà, Barcelona i el seu país natal.